# Гунтер (порода лошадей)
Гунтер (англ. hunters, охотничья лошадь) — тип лошади, наиболее известная из английских полукровных лошадей. Замечательная по своей выносливости, так как под седлом остается иногда с утра до ночи. Гонтер — сильные и выносливые лошади, обладающие свободными, просторными движениями, мощным прыжком и достаточной резвостью, чтобы преследовать зверя на охоте. Высота в холке 155-175 см, масти разнообразные, темперамент уравновешенный. В Англии ведётся племенная книга, в которую записывают жеребцов и кобыл, используемых для производства гонтер. Этой сильной, красивой лошадью англичане не менее гордятся, чем и чистокровной.
Экстерьер: хорошо посаженные голова и шея; косо поставленные плечи; сильная, по возможности короткая спина с крутыми ребрами и большой глубиной в подпруге; сильна поясница; мощный круп; сильные ноги с хорошо выраженными суставами и широкой костью; крепкие правильной формы копыта.
Высота в холке: от 147 см и выше.
Масть: любая кроме пегой и тигровой.
Как явствует из названия (англ. hunter — охотник), гонтеры предназначены для верховой охоты с собаками. Это тип, а не порода, и поэтому не существует готового «рецепта», как получить гонтера. Однако общепринятым фактом является то, что лучших гонтеров разводят в Ирландии, Великобритании и до некоторой степени в США.
Тип лошади, пригодной для охоты,варьируется от типа местности, где проводится охота, — рослый, элитный чистокровный тип хорош для галопа и прыжков по травянистым просторам английских графств, но не столь идеален для перепаханных полей и полных ловушек холмов, где дерзость и скорость менее важны, чем осторожность и устойчивость. И все же любой тип лошади должен иметь добротный экстерьер, без которого ему не выдержать тяжести требуемой от него работы.
Гонтер должен быть хорошо сбалансирован и удобен для седока. Он должен быть поворотлив и бесстрашен, но при этом иметь хорошие манеры и быть управляемым. Он должен поддерживать необходимую скорость, чтобы не отстать от собак и быть выносливым, чтобы выдержать долгий день физического напряжения, а в охотничий сезон часто дважды в неделю. Гонтер также должен обладать прыгучестью, степень которой зависит от типа охотничьих угодий.
Ирландских гонтеров часто получают при скрещивании чистокровных верховых жеребцов с ирландскими упряжными кобылами, в то время как лучшие британские гонтеры сочетают в себе кровь местных пони с теми же чистокровными верховыми. В Англии ведётся племенная книга, в которую записывают жеребцов и кобыл, используемых для производства гонтеров.
Лимитов роста не существует, и в шоу-классах Великобритании и Ирландии лошадей подразделяют в зависимости то грузоподъемности. Легким гонтером считается лошадь, способная перевозить до 79 кг. Средняя должна нести 79–89 кг, а тяжелая более 89 кг веса. Лошадей оценивают по экстерьеру, движению, здоровью, поведению под седлом и манерам. Также существуют классы для женских гонтеров (с дамским седлом) и низкорослых — 147–157 см. В практических охотничьих классах от лошадей требуется преодолеть конкурную дистанцию с препятствиями естественного вида.
В настоящее время выдающиеся спортивные качества гунтера применяют в конкурах, троеборье, стипль-чейзах.